# Noctivox
Noctivox is een geslacht van rechtvleugeligen uit de familie krekels (Gryllidae). De wetenschappelijke naam van dit geslacht is voor het eerst geldig gepubliceerd in 1993 door Desutter-Grandcolas & Hubbell.

## Soorten
Het geslacht Noctivox omvat de volgende soorten:
- Noctivox alejandroi Gorochov, 2007
- Noctivox bolivari Chopard, 1947
- Noctivox chopardi Desutter-Grandcolas, 1995
- Noctivox clava Desutter-Grandcolas, 1993
- Noctivox dissimilis Desutter-Grandcolas, 1993
- Noctivox hubbelli Desutter-Grandcolas, 1993
- Noctivox longixipha Desutter-Grandcolas, 1993
- Noctivox mikhaili Gorochov, 2007
- Noctivox minor Desutter-Grandcolas, 1993
- Noctivox oaxacae Gorochov, 2007
- Noctivox ocote Desutter-Grandcolas, 1993
- Noctivox sanchezi Desutter-Grandcolas, 1993
- Noctivox santiagoi Gorochov, 2007
- Noctivox sergeyi Gorochov, 2007
- Noctivox tzotzila Desutter-Grandcolas & Hubbell, 1993